# Zębiełek etiopski
Zębiełek etiopski (Crocidura baileyi) – gatunek ssaka z rodziny ryjówkowatych (Soricidae). Występuje w Etiopii, znany jest z pięciu odizolowanych siedlisk. Jest gatunkiem górskim występującym na wysokości 2700–3300 m n.p.m. Głównym zagrożeniem są małe gospodarstwa rolne i zwierzęta gospodarskie.